# Goniurellia persignata
Goniurellia persignata is een vliegensoort uit de familie van de boorvliegen (Tephritidae). De wetenschappelijke naam van de soort is voor het eerst geldig gepubliceerd in 1980 door Freidberg.